# 圣拉菲尔 (加利福尼亚州)
圣拉菲尔（英語：San Rafael），是美国加利福尼亚州马林县的縣城。于1874年2月18日建市。城市面积约为42.7平方公里，根据2010年美国人口普查，该市有人口57,713人。